# Caroline Pauwels
Caroline Marie Paule Therese Pauwels (Sint-Niklaas, 23 juni 1964 – Jette, 5 augustus 2022) was een Belgisch hoogleraar communicatiewetenschappen aan de Vrije Universiteit Brussel. Van september 2016 tot en met februari 2022 was ze rector van die universiteit.

## Levensloop

### Loopbaan
Caroline Pauwels studeerde filosofie aan de voormalige UFSIA en communicatiewetenschappen aan de Vrije Universiteit Brussel (VUB). Na haar studie was zij in 1989 korte tijd stagiair op het kabinet van toenmalig Eurocommissaris Karel Van Miert waarna ze datzelfde jaar als onderzoeker startte aan de vakgroep Communicatiewetenschappen van de VUB. Ze promoveerde daar in 1995 op een onderzoek dat zich toespitste op het audiovisueel beleid van de Europese Unie. In 1998 werd zij hoogleraar.
Van 2000 tot 2016 was zij directeur van SMIT, een onderzoekscentrum dat zich specialiseert in de studie van informatie- en communicatietechnologieën, en sinds 2004 deel uitmaakt van het netwerk iMInds. Zij heeft tal van publicaties op het gebied van communicatie en media op haar naam staan. In 2014 was ze titularis van de binnenlandse Francqui-Leerstoel van de Universiteit Gent en tussen 2012 en 2016 was ze houder van de Jean Monnet Chair.

#### Rector van de VUB
In april 2016 werd Pauwels verkozen tot rector van de VUB, in opvolging van Paul De Knop, en met een mandaat tot 2020. Het was de eerste maal dat ook personeelsleden en studenten met een diplomacontract konden meestemmen. Zij was daarmee de elfde rector in lijn en pas de tweede vrouwelijke rector van de VUB, na historica Els Witte. Bij de rectorenwissel gaf ze het vakgroepvoorzitterschap van Communicatiewetenschappen en de functie als directeur van SMIT door aan opvolgers. In 2020 was ze de enige kandidate om zichzelf op te volgen als rector. In februari 2022 trok ze zich om haar ziekte terug als rector van de VUB. Op 1 maart liep haar mandaat vroegtijdig af. Ze werd ad interim opgevolgd door vicerector Jan Danckaert voor de rest van het academiejaar.
Ze overleed op 5 augustus 2022, een dag na haar voorganger als rector, Paul De Knop.

### Bestuursfuncties
- Ondervoorzitter raad van bestuur Fonds Pascal Decroos voor Bijzondere Journalistiek
- Lid raad van bestuur EU Journalism Fund
- Lid werkgroep Cultuur, communicatie en informatie van Nederlandse UNESCO Commissie (2004-2008)
- Voorzitter vakgroep Communicatiewetenschappen (SCOM) van Vrije Universiteit Brussel (2004-2007)
- Lid raad van bestuur Cultuurnet (2004-2014)
- Lid raad van coördinatie IBBT (2004-2009)
- Lid hoofdredactie International Journal of Media and Cultural Politics
- Lid raad van bestuur Institute of European Studies van de VUB (2005-2014)
- Lid raad van bestuur Vlaams Audiovisueel Fonds (2005-2007)
- Lid beoordelingscommissie Vlaamse Regulator voor de Media (2005-2007)
- Lid raad van bestuur International Network for Cultural Diversity - afdeling Brussel (2006-2010)
- Vicevoorzitter ECREA Communication Law and Policy Section (2006-2010)
- Lid stuurgroep Vlaams Steunpunt Buitenlands Beleid Media (2006-2011)
- Lid raad van bestuur Vlaamse Radio- en Televisieomroeporganisatie (2007-2011)
- Lid Vlaamse Raad voor Wetenschap en Innovatie
- Lid Industrieel Onderzoeksfonds van de VUB
- Gemeenschapsafgevaardigde Vlaamse Radio- en Televisieomroeporganisatie (2010-2015)
- Lid raad van bestuur iMinds (2010-2015)
- Voorzitter onderzoeksdepartement Digital Society van iMinds (2010-2015)
- Lid raad van bestuur Instituut Samenleving en Technologie (2011-2012)
- Lid Media Futures Forum (2011-2013)
- Lid expertenpanel voor evaluatie van Finnish Media and Communication Research (2012)
- Mede-coördinator Brussels Platform voor Journalistiek
- Bestuurder van Muziekcentrum De Bijloke Gent (tot 2016)
- Bestuurder Mediafin
- Bestuurder Roularta Media Group

Pauwels was lid van de Koninklijke Vlaamse Academie van België voor Wetenschappen en Kunsten (KVABWK).
Caroline Pauwels was gastcurator voor Theater Aan Zee in 2021. De VUB-rector koos ‘Amor mundi’, ‘Verwondering’, ‘verbondenheid’ en ‘zorgeloosheid’ als thema's voor TAZ#2021.

### Privé
Pauwels leed sinds de zomer van 2019 aan maag- en slokdarmkanker. Ze overleed in het UZ Brussel op 5 augustus 2022 op 58-jarige leeftijd aan deze ziekte en liet twee kinderen achter.

## Erkenning en eerbetoon
In 2020 stond Pauwels op de vijfde plaats gerangschikt in een studie naar thought leadership in Vlaanderen. Zij was de eerste vrouw in de lijst.
In 2021 kreeg ze van de Vlaamse Regering een Ereteken van de Vlaamse Gemeenschap.
In 2021 ontving ze de 71e Arkprijs van het Vrije Woord in het Huis van Herman Teirlinck, Beersel.
In 2022 werd het Caroline Pauwels Academy of Critical Thinking naar haar vernoemd.
In 2024 ontving ze postuum een eredoctoraat van de University of The Western Cape (UWC), Zuid-Afrika. 
In 2025 werd het GO!4cITy in Sint-Jans-Molenbeek hernoemd naar het GO! Atheneum Caroline Pauwels.
In 2025 werd een plein in Elsene in het herontwikkelingsproject Usquare vernoemd naar haar.